# Gare de Wimbledon
La gare de Wimbledon (en anglais : Wimbledon railway station, est une gare ferroviaire de jonction des lignes  South Western main line (en) et Sutton Loop Line (en), en zone 3 Travelcard. Elle  est située à The Broadway, Wimbledon dans le borough londonien de Merton sur le territoire du Grand Londres.
C'est une gare Network Rail desservie par des trains : South Western Railway, Southern. Elle est en correspondance avec la station Wimbledon du métro de Londres et la station terminus du tramway Tramlink.